# Николај Рерих
Николај Константинович Рерих (рус. Николай Константинович Рерих; Санкт Петербург, 9. октобар 1874 — Кулу, Химачал Прадеш, 13. децембар 1947) био је руски сликар, филозоф, научник, писац и јавна личност. Створио је око 7.000 слика, од којих су многе изложене у познатим свјетским музејима и галеријама, и објавио је око 30 књижевних радова.
Рерих је био аутор и иницијатор међународног пакта за заштиту умјетничких и академских институција и историјских локација (Рерихов пакт) и оснивач је међународног покрета за одбрану културе.
Више пута је номинован за Нобелову награду. Рерих је своје идеје ширио у Краљевини Југославији, где је стекао сараднике и поштоваоце и добитник је Ордена Светог Саве.

## Одабрани радови
1. Искусство и археология // Искусство и художественная промышленность. СПб., 1898. № 3; 1899. № 4—5.
2. Некоторые древности Шелонской пятины и Бежецкого конца. СПб., 31 с., рисунки автора, 1899.
3. Экскурсия Археологического института 1899 г. в связи с вопросом о финских погребениях С. Петербургской губернии. СПб., 14 с., 1900.
4. Некоторые древности пятин Деревской и Бежецкой. СПб., 30 с., 1903.
5. По старине, СПб., 1904, 18 с., рисунки автора.
6. Каменный век на озере Пирос., СПб., изд. «Русского археологического об-ва», 1905.
7. Собрание сочинений. Кн. 1. М.: Изд‑во И. Д. Сытина, 335 с., 1914. Архивирано на веб-сајту  (28. јун 2022)
8. Сказки и притчи. Пг.: Свободное искусство, 1916.
9. Violators of Art. London, 1919.
10. Цветы Мории Архивирано на веб-сајту  (25. новембар 2010). Берлин: Слово, 128 с., Сборник стихов. 1921.
11. Adamant. New York: Corona Mundi, 1922.
12. Пути Благословения. New York, Paris, Riga, Harbin: Alatas, 1924.
13. Алтай — Гималаи. (Мысли на коне и в шатре) 1923—1926. Улан‑Батор, Хото, 1927.
14. Сердце Азии Архивирано на веб-сајту  (18. децембар 2010). Southbury (st. Connecticut): Alatas, 1929.
15. Flame in Chalice. Series X, Book 1. Songs and Sagas Series. New York: Roerich Museum Press, 1930.
16. Shambhala. New York: F. A. Stokes Co., 1930.
17. Realm of Light. Series IX, Book II. Sayings of Eternity Series. New York: Roerich Museum Press, 1931.
18. Держава Света. Southbury: Alatas, Нью-Йорк, 1931.
19. Женщинам. Обращение по случаю открытия Об-ва единения женщин, Рига, изд. Об-ва Рериха, 1931, 15 с., 1 репродукция.
20. Твердыня Пламенная. Париж: Всемирная Лига Культуры, 1932.
21. Знамя Мира. Харбин, Алатырь, 1934.
22. Священный Дозор. Харбин, Алатырь, 1934.
23. Врата в Будущее. Riga: Uguns, 1936.
24. Нерушимое. Riga: Uguns, 1936.
25. Roerich Essays: One hundered essays. В 2 т. India, 1937.
26. Beautiful Unity. Bombey, 1946.
27. Himavat: Diary Leaveves. Allahabad: Kitabistan, 1946.
28. Himalayas — Adobe of Light. Bombey: Nalanda Publ, 1947.
29. Листы дневника. Т. 1 (1934—1935). М.: МЦР, 1995.
30. Листы дневника. Т. 2 (1936—1941). М.: МЦР, 1995.
31. Листы дневника. Т. 3 (1942—1947). М.: МЦР, 1996.

## Галерија
- Гласник, 1897.
- Прекоморски гости, 1901.
- Благо анђела, 1905.
- Последњи Анђео, 1912.
- Света Олга, 1915.
- Свети Пантелејмон, 1916.
- Село Берендеј, 1919, вл. Народни музеј Београд
- Прстенови (Благовест), 1919. вл. Народни музеј Београд.
- И ми видимо, 1922.
- И отварамо капије, 1922.
- Гласник, 1922.
- И ми покушавамо, 1922.
- Преподобни Сергије Радоњешки, 1922.
- Свети гости, 1923.
- Мајка Света, 1924.
- Команда Ригдена Ђапоа, 1927.
- Тибет Хималаји, 1933.
- Мадона Заштитница, 1933.
- Планина пет блага, 1933.
- Небеска моћ, 1934.

## Награде и признања
- Витез руских Ордена светог Станислава
- Орден Свете Ане
- Орден Светог Владимира
- Орден Светог Саве[3]
- Витез француске Легије части
- Витез шведског Краљевског ордена Поларне звезде